# Laura Mattarella
Laura Mattarella (Palermo, 16 febbraio 1967) è un'avvocata italiana e figlia del Presidente della Repubblica Italiana Sergio Mattarella; dal 3 febbraio 2015 affianca il padre, vedovo dal 2012, nella rappresentanza della Presidenza della Repubblica, durante gli eventi ufficiali, ruolo solitamente svolto dalle consorti dei Presidenti della Repubblica Italiana.

## Biografia
Laura Mattarella è la figlia del Presidente Sergio Mattarella e di Marisa Chiazzese. Avvocata amministrativista, durante il mandato del padre ha rinunciato alla professione per svolgere le funzioni di protocollo tipiche, secondo la tradizione, della consorte del Presidente in quanto il padre è vedovo della moglie Marisa Chiazzese dal 2012. È sposata e ha tre figli. Suo nonno paterno Bernardo fu più volte ministro, mentre suo zio Piersanti Mattarella fu assassinato da Cosa nostra mentre era presidente della Regione Siciliana. Suo nonno materno era il giurista Lauro Chiazzese.
Nella storia repubblicana, Laura Mattarella è stata la terza donna, non coniuge del Presidente, ad assumere il ruolo di rappresentanza tipico delle consorti del Presidente della Repubblica nei protocolli cerimoniali. Prima di lei, altri due Presidenti sono stati affiancati dalle figlie, anziché dalle mogli, in quanto già vedovi: Giuseppe Saragat da Ernestina Saragat e Oscar Luigi Scalfaro da Marianna Scalfaro.

### Al fianco del Presidente
Il primo evento pubblico al quale ha partecipato affiancando il padre è avvenuto in occasione del ricevimento per la Festa della Repubblica 2015 nei giardini del Quirinale.
Durante la visita di Stato del 2015 in Vietnam, ha svolto anche degli incontri autonomamente, come la visita privata a una delle scuole più popolari dell'area più povera di Ho Chi Minh.
Nel 2016, in occasione della visita in Camerun, ha visitato un campo profughi e un centro ospedaliero fondato da missionari italiani. In occasione di quella visita, dichiarò al settimanale Chi l'importanza non dell'assistenza ai disagiati, ma del miglioramento delle loro condizioni di vita attraverso l'abbattimento dell'emarginazione e della povertà.
Nel maggio 2017, in occasione della visita ufficiale in Argentina, ha visitato un ospedale per la prevenzione delle malattie contagiose e per la promozione dell'igiene orale per i bambini più poveri.
Durante la visita in Azerbaigian del luglio 2018, è stata insignita con l'Ordine Şöhrət dal presidente İlham Əliyev per le sue attività rese al rafforzamento dei rapporti umanitari tra i due Stati.
Nel suo viaggio in Armenia ha reso omaggio al Tsitsernakaberd, monumento che ricorda il genocidio armeno di inizio '900. Il 19 gennaio 2019, sempre accompagnando suo padre, ha presenziato alla cerimonia di inaugurazione di Matera capitale europea della cultura. A febbraio dello stesso anno ha visitato l'Angola e la capitale Luanda, recandosi al memoriale di Agostinho Neto; è stata la prima tra le "first lady" italiane a esservisi recata. Il viaggio in Giordania ad aprile 2019 è stata l'occasione per approfondire i legami di pace con l'Italia che si incontrano attraverso le religioni del monoteismo come il cristianesimo e l'islam.
Laura Mattarella ha visitato ad Amman l'atelier Rafedin, dove ha potuto incontrare donne profughe di religione cattolica originarie dell'Iraq che si impegnano nella realizzazione di costumi, tappeti e foulard, terminando poi la visita recitando la preghiera Padre Nostro con le donne irachene, che invece lo cantavano in aramaico.
Laura Mattarella ha inaugurato il 16 maggio 2019 al Circo Massimo il villaggio "Race for the cure" per la prevenzione del tumore alla mammella con la sindaca di Roma Virginia Raggi.

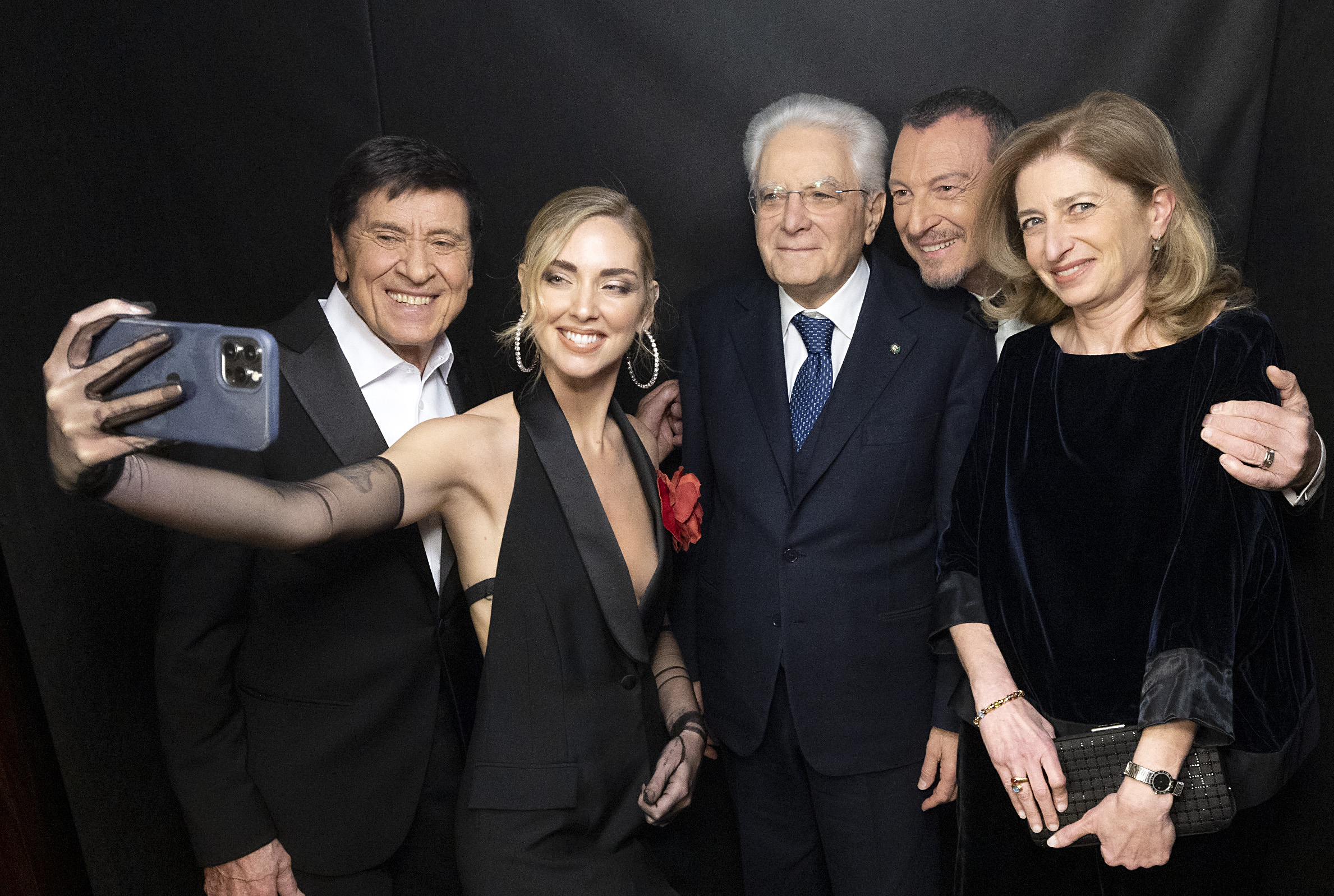
Laura Mattarella in posa per un selfie con suo padre, Amadeus, Gianni Morandi e Chiara Ferragni, prima di Sanremo 2023

Importante è stato l'avvenimento che l'ha vista protagonista, il 25 maggio 2019, del varo della nave della Marina Militare italiana Trieste presso il cantiere navale di Castellammare di Stabia. Durante la cerimonia, ha avuto il ruolo di madrina della nave ammiraglia più grande della storia d'Italia dalla fine della seconda guerra mondiale. Durante la visita ufficiale negli Stati Uniti, ha visitato la Silicon Valley e la città di San Francisco in California, e ha anche raggiunto gli Stati del Pacifico. Durante la pandemia di COVID-19, ha effettuato insieme a suo padre una visita di stato in Francia nel 2021, presenziando a Parigi alla settimana dell'alta moda di Giorgio Armani insieme a Diane Kruger, Malika Ayane e Lilli Gruber.
La sera del 7 febbraio 2023 ha partecipato insieme a suo padre Sergio Mattarella alla serata inaugurale del Festival di Sanremo 2023 per celebrare i settantacinque anni della Costituzione Italiana; è stata la prima partecipazione di un Presidente della Repubblica e consorte a tale evento. Oltre alla partecipazione agli impegni istituzionali, le è stato riconosciuto il costante impegno a favore di iniziative a carattere sociale e umanitario tramite l'assegnazione del premio Marisa Bellisario.

## Viaggi di Stato e Ufficiali

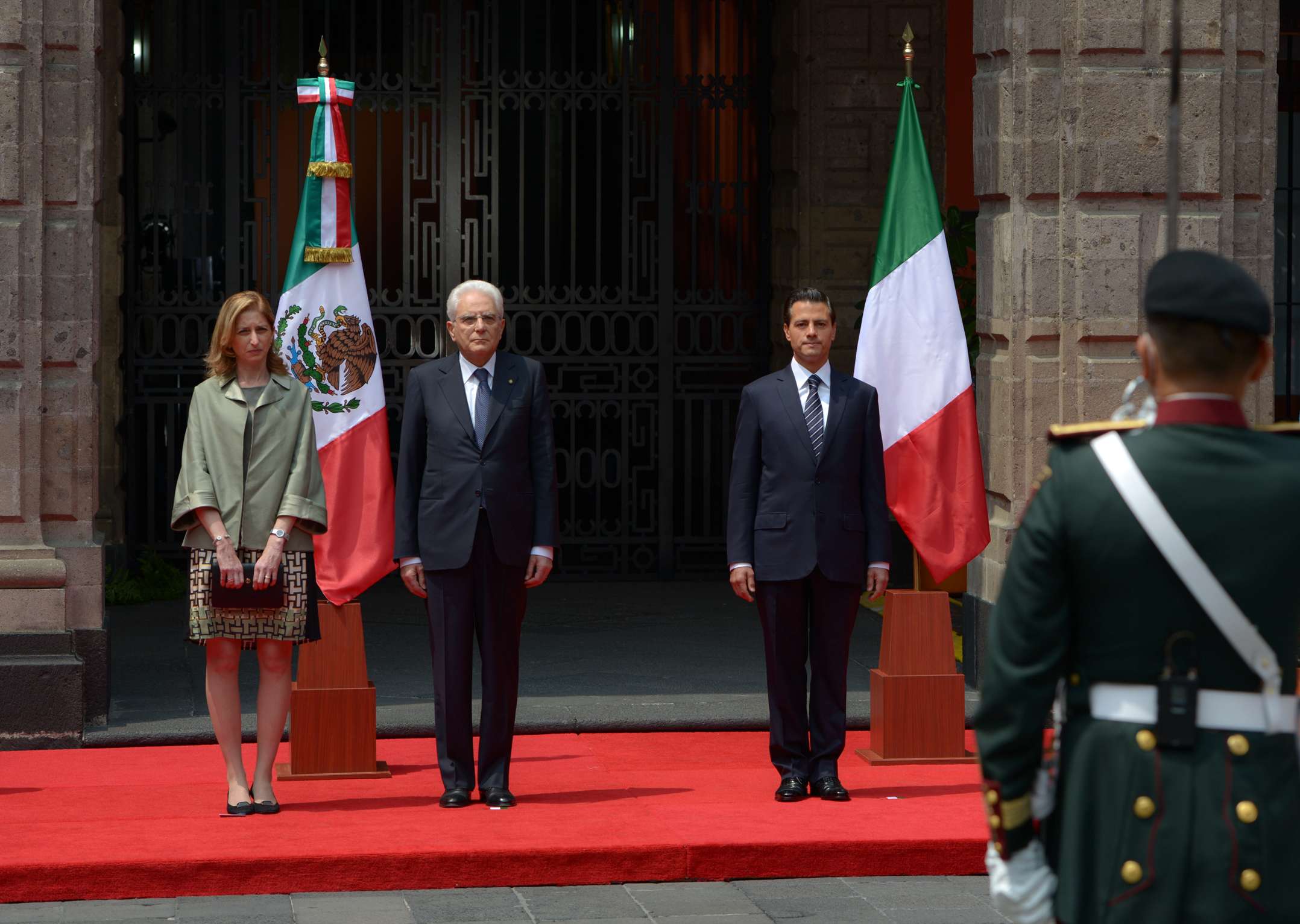
Laura, con il padre e il Presidente Enrique Peña Nieto durante la visita di stato in Messico nel 2016

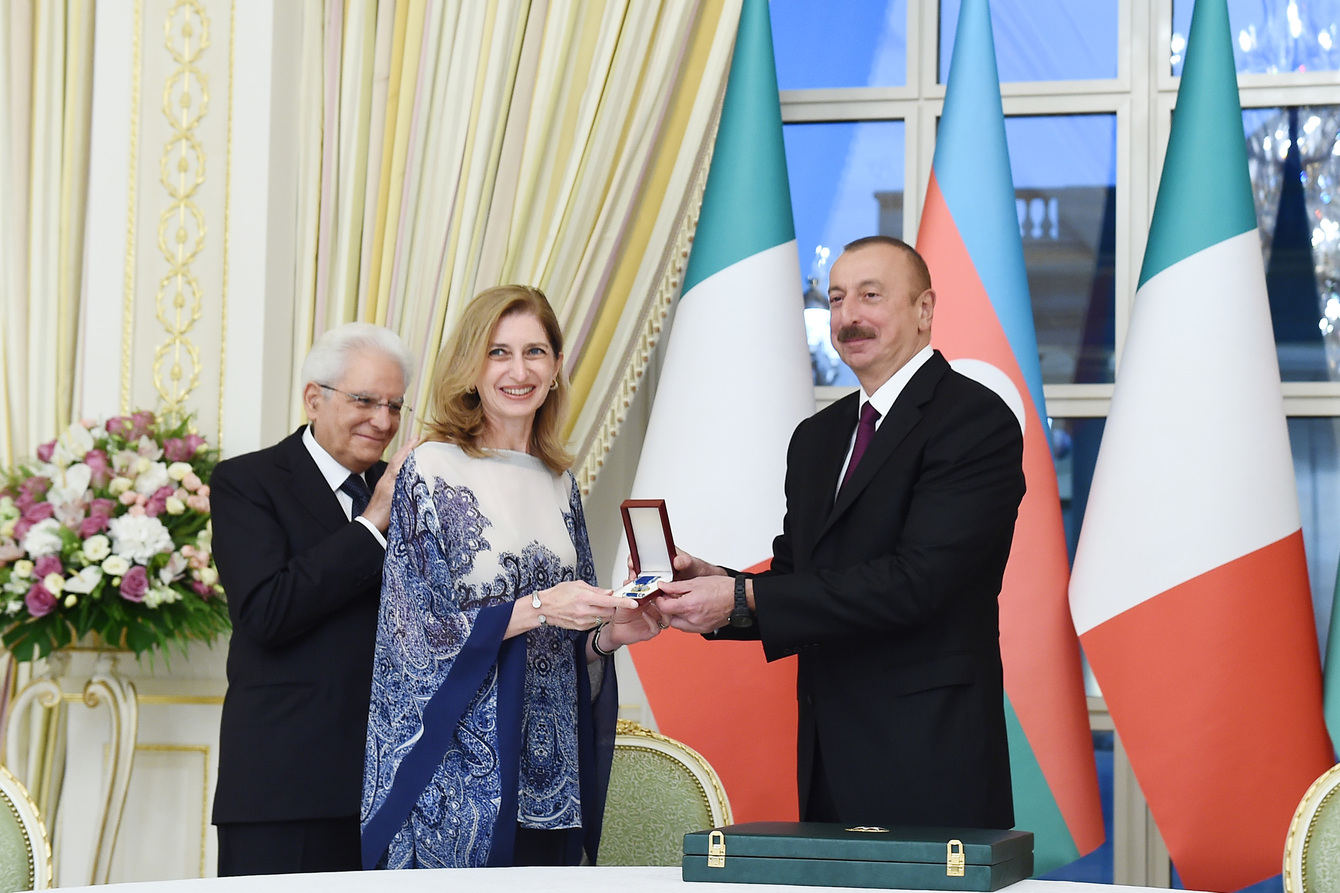
Laura Mattarella durante la visita di stato in Azerbaigian del luglio 2018

- Vietnam: 6-8 novembre 2015
- Indonesia: 8-10 novembre 2015
- Oman: 10-11 novembre 2015
- Etiopia: 14-16 marzo 2016
- Camerun: 17-20 marzo 2016
- Messico: 4-5 luglio 2016[11]
- Grecia: 17-18 gennaio 2017
- Cina: 20-26 febbraio 2017
- Finlandia: 26-28 settembre 2017[12]
- Irlanda: 14-15 febbraio 2018
- Lettonia: 2-3 luglio 2018
- Estonia: 4-5 luglio 2018
- Lituania: 5-6 luglio 2018
- Georgia 16-17 luglio 2018
- Azerbaigian: 17-19 luglio 2018
- Armenia: 30-31 luglio 2018[13][14]
- Svezia: 13-15 novembre 2018
- Angola: 5-7 febbraio 2019
- Giordania: 9-11 aprile 2019
- Austria: 1-2 luglio 2019
- Danimarca: 7-8 ottobre 2019
- Stati Uniti d'America: 15-19 ottobre 2019
- Francia: 4-6 luglio 2021
- Germania: 11-12 ottobre 2021
- Spagna: 16-17 novembre 2021
- Mozambico: 4-6 luglio 2022
- Zambia: 6-8 luglio 2022
- Regno Unito: 18-19 settembre 2022
- Paesi Bassi: 8-11 novembre 2022
- Svizzera: 28-30 novembre 2022
- Kenya: 13-16 marzo 2023
- Polonia: 16-19 aprile 2023
- Slovacchia: 19-20 aprile 2023
- Regno Unito: 5-6 maggio 2023
- Norvegia: 10-12 maggio 2023
- Cile: 3-6 luglio 2023
- Paraguay: 6-8 luglio 2023
- Corea del Sud: 6-9 novembre 2023
- Uzbekistan: 9-11 novembre 2023
- San Marino: 6 dicembre 2023
- Cipro: 26-27 febbraio 2024
- Costa D'Avorio: 2-4 aprile 2024
- Ghana: 4-6 aprile 2024
- Bulgaria: 17-18 aprile 2024
- Stati Uniti d'America: 5-7 maggio 2024
- Irlanda: 19-20 maggio 2024
- Brasile: 14-20 luglio 2024
- Germania: 26-28 settembre 2024
- Cina: 6-12 novembre 2024
- Giappone: 2-9 marzo 2025
- Kazakistan: 9 marzo 2025
- Lussemburgo: 10-11 giugno 2025